# 莱芒斯河畔圣弗龙
莱芒斯河畔圣弗龙（法語：Saint-Front-sur-Lémance，法語發音：[sɛ̃ fʁɔ̃ syʁ lemɑ̃s]）是法国洛特-加龙省的一个市镇，属于洛特河畔新城区。

## 地理
莱芒斯河畔圣弗龙（44°34'36"N, 0°58'18"E）面积19.58 平方千米，位于法国新阿基坦大区洛特-加龍省，该省份为法国西南部内陆省份，北起多爾多涅省，西接吉倫特省和朗德省，南至热尔省，东临塔恩-加龙省和洛特省。
与莱芒斯河畔圣弗龙接壤的市镇（或旧市镇、城区）包括：索沃泰尔拉莱芒斯、圣马丹勒勒东、索蒂拉克、布里奥朗斯河畔布朗克福尔、屈佐恩、菲梅勒。

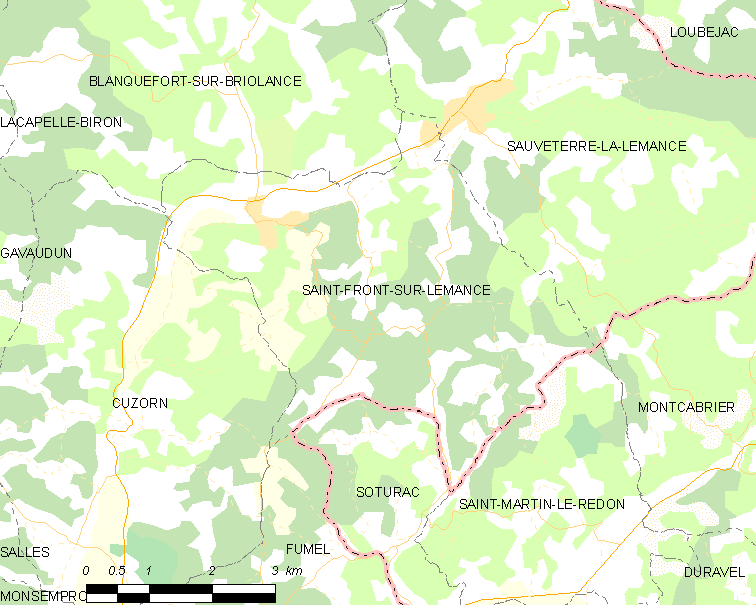
莱芒斯河畔圣弗龙的OSM定位图

莱芒斯河畔圣弗龙的时区为UTC+01:00、UTC+02:00（夏令时）。

## 行政
莱芒斯河畔圣弗龙的邮政编码为47500，INSEE市镇编码为47242。

## 政治
莱芒斯河畔圣弗龙所属的省级选区为勒菲梅卢瓦县。

## 人口

1962-2008年间莱芒斯河畔圣弗龙人口变化图示

莱芒斯河畔圣弗龙于2022年1月1日时的人口数量为501人。